# 瓦爾克魯西斯 (北卡羅萊納州)
瓦爾克魯西斯（英語：Valle Crucis）是位於美國北卡羅萊納州沃托加縣的普查規定居民點。

## 人口
根據2020年美國人口普查的數據，瓦爾克魯西斯的面積為11.55平方千米，當中陸地面積為11.49平方千米，而水域面積為0.06平方千米。當地共有人口436人，而人口密度為每平方千米37.75人。